# Lingulatus chaijin
Espèce
Lingulatus chaijin est une espèce d'araignées aranéomorphes de la famille des Phrurolithidae.

## Distribution
Cette espèce est endémique de la municipalité de Hải Phòng au Viêt Nam,. Elle se rencontre dans le parc national de Cát Bà.

## Description
La femelle holotype mesure 3,25 mm.

## Systématique et taxinomie
Cette espèce a été décrite par Lin et Li en 2023.

## Étymologie
Cette espèce est nommée en référence à Chai Jin.

## Publication originale
- Lin, Li & Pham, 2023 : « Taxonomic notes on some spider species (Arachnida: Araneae) from China and Vietnam. » Zoological Systematics, vol. 48, no 1, p. 1-99.